# Omar Sijarić
Omar Sijarić (* 2. November 2001 in Pfullendorf) ist ein montenegrinischer Fußballspieler. Der zentrale Mittelfeldspieler steht aktuell beim HNK Rijeka unter Vertrag.

## Karriere

### Im Verein

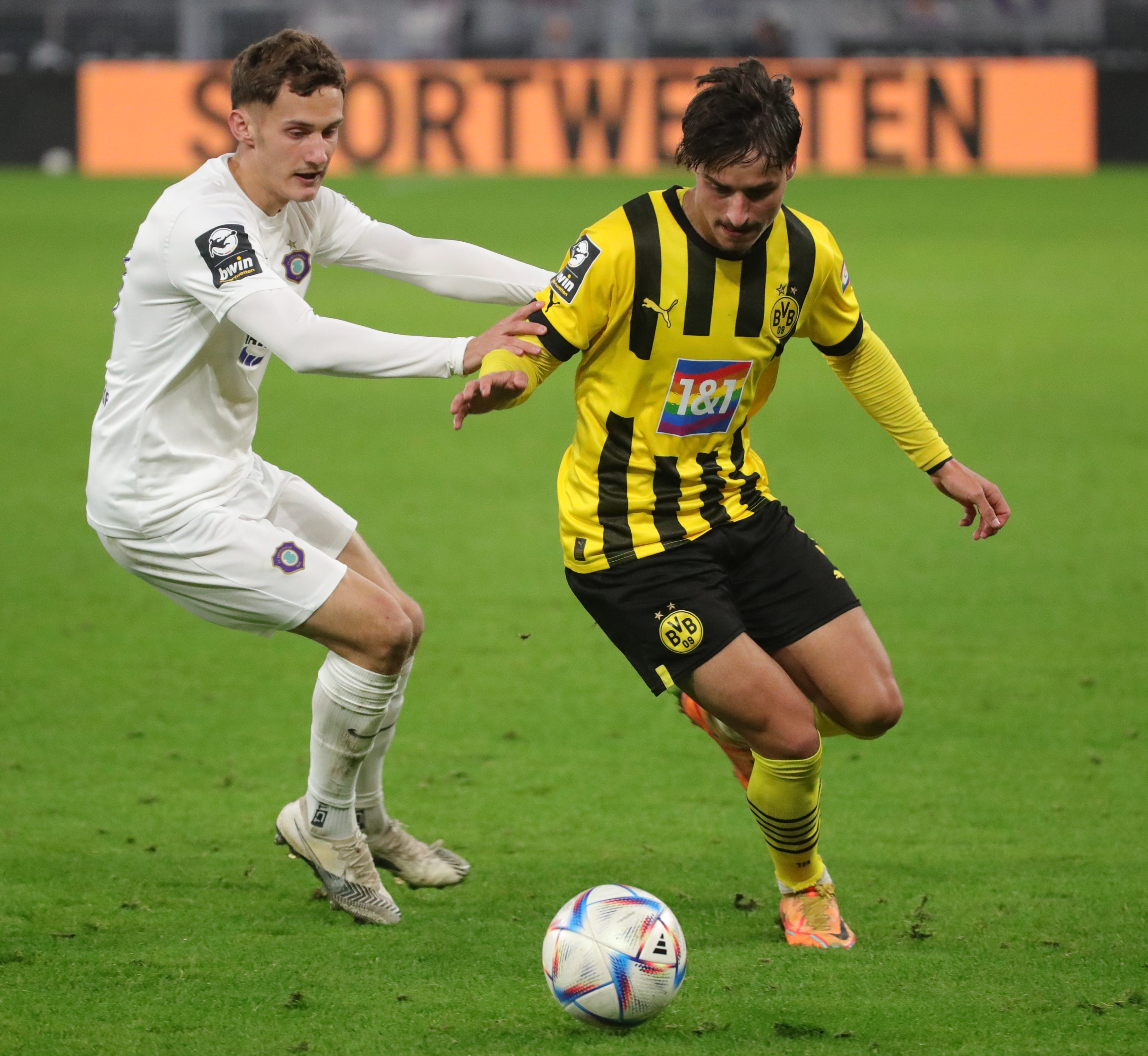
Sijarić im Auer Trikot im Zweikampf mit Guille Bueno (2022)

Sijarić spielte in der Jugend für den SC Pfullendorf. Von dort wechselte er 2017 in die Nachwuchsabteilung des 1. FC Heidenheim. Beim Verein durchlief er die U-17 und U-19. Sein erstes Spiel für die U-17 bestritt er am 2. September 2017 beim 2:2-Unentschieden gegen die U-17 des 1. FC Nürnberg. In diesem Spiel erzielte er ebenfalls seinen ersten Treffer in der B-Junioren Bundesliga Süd/Südwest. Insgesamt kam er 14 Mal für die U-17 Auswahl zum Einsatz, in denen ihm drei Treffer gelangen. Von 2018 bis 2020 spielte er in der U-19 des Vereins. Sein Debüt in der U-19 Bundesliga Süd/Südwest gab er am 19. August 2018 bei der 0:1-Niederlage gegen die U-19 des VfB Stuttgart. In der U-19 kam Sijarić auf 36 Spiele, in denen ihm 6 Treffer gelangen.
Im August 2020 wechselte er in die 3. Liga und schloss sich Türkgücü München an, das erstmals in der dritten Liga antrat. Sein Debüt in der Liga gab er am 16. Oktober 2020 bei der 0:2-Niederlage gegen den 1. FC Magdeburg. Er wurde in der Halbzeit für Benedikt Kirsch eingewechselt. Am 7. Mai 2021 erzielte er sein erstes Tor für Türkgücü bei der 1:2-Niederlage gegen den SC Verl. Zur Saison 2021/22 wechselte der Mittelfeldspieler dann in die 2. Bundesliga zum FC Erzgebirge Aue.
Im Sommer 2025 wechselte er zum HNK Rijeka und unterschrieb dort einen Vertrag bis 2028.

### Nationalmannschaft
Sijarić bestritt insgesamt sieben Spiele für die die U-19 Nationalmannschaft Montenegros. Im Jahr 2021 wurde er erstmals für die U-21 Auswahl des Landes nominiert. Gegen Bosnien-Herzegowina kam er beim 2:2-Unentschieden am 29. März zu seinem Debüt in der U-21. Er wurde in der 84. Minute für Ivan Bojovic ausgewechselt.